# 2582 Harimaya-Bashi
2582 Harimaya-Bashi este un asteroid din centura principală, descoperit pe 26 septembrie 1981 de Tsutomu Seki.